# Marie Morel
 (mai 2023).
 (mai 2023).
Pour les articles homonymes, voir Morel.
Marie Morel, née le 3 septembre 1954 à Paris, est une artiste peintre et éditrice française.
Elle vit et travaille, depuis 1988, dans les monts du Valromey. En 2009, dans le catalogue de l'exposition de la Halle Saint-Pierre à Paris, Pascal Quignard considère que « Marie Morel est un des plus grands peintres vivants ».

## Biographie
Marie Morel a commencé la peinture dès son enfance et n'a plus jamais arrêté. Elle a toujours vécu dans un climat artistique, entourée de sa mère, l’architecte et peintre Odette Ducarre, et de son père, l’éditeur et écrivain Robert Morel. Dès l'enfance, sa mère lui donne des cours particuliers (nature morte, fusain, modèle vivant, etc.) et l'emmène régulièrement dans les musées. À 9 ans, Marie déclare qu'elle sera peintre. Chaque année, elle participe à de nombreuses expositions en France ou à l’étranger, plus de cent soixante à ce jour. Elle reçoit en 1983 le prix Fénéon de peinture.
Marie Morel a également écrit plusieurs ouvrages sur ses tableaux, dont Robert Morel par Marie Morel en 2000, Les Fantasmes secrets de la nuit (préface de Pascal Quignard) en 2008, La Liberté des femmes (préface de Michel Onfray), ou encore La Sexualité des vieilles dames, en 2009. Elle collabore aussi en tant qu'illustratrice, notamment dans les livres Animamours de Pierre Bourgeade, Ouverture de Claude Louis-Combet, Les Rougets d’André Pieyre de Mandiargues, Un amas de tourterelles d'argent de Gilbert Lascault ou encore Les Petites Valises de Jo Witek.
Parallèlement, elle édite, depuis 1981, Regard, une petite revue d'art et de poésie, consacrée à un artiste rencontré sur son chemin et qui a piqué son intérêt.
Son talent pour les arts ne s'arrête pas à la peinture ou à l’édition, puisqu'elle a fait le conservatoire de musique et à ce titre elle est également musicienne. Elle pratique la flûte traversière, le piano, l’accordéon et le violoncelle. Elle continue de jouer pour son plaisir et participe à des concerts.
En tant que peintre qui intègre les mots dans ses œuvres, elle apprécie aussi l’art postal et se livre régulièrement au jeu des enveloppes peintes qui passent de main en main avant d’atteindre leurs destinataires. Chacune de ses enveloppes est une œuvre à part entière qu’on peut parfois voir à titre exceptionnel (exposition de Fontenoy 2013).
Inclassable, de par son style, elle se défend d’être une artiste d’art brut dans lequel certains ont tendance à la cataloguer. À ce jour Marie Morel continue d’exposer son travail dans des musées, centres d'art, MJC mais aussi dans les galeries qu’elle affectionne particulièrement (Pont-Aven à la Galerie IZART, Paris à la Halle Saint-Pierre, Nantua à La Maroquinerie, etc.). Elle représentée depuis 2015 par la galerie Capazza à Nançay.

## Publications

### Ouvrages de ou sur Marie Morel
- L'écriture dans la peinture. Catalogue de l’exposition de Marie Morel, texte Anaïs Frantz, Lieu le plus secret qui soit, 2022
- Brochure n° 13 : Les ateliers de Marie Morel. Texte d’Odette Ducarre, printemps 2022
- Tendre éros, mini catalogue de l’exposition Marie Morel, L’Arbre Vagabond, Cheyne, 2022
- L’amour noir. Texte de Jacques Burtin, illustrations Marie Morel, 2022
- Miroir du temps. Marie Morel, photos Olga Caldas, 2021
- Ce noir, si mystérieux ! Catalogue de l’exposition de Marie Morel, texte Jacques Burtin, Lieu le plus secret qui soit, 2021
- L’œuvre censurée de Marie Morel. Texte de Pascal Quignard. 2019
- Peinture et musique. Marie Morel et Jean-Philippe Guervain, collectif d’auteurs et vidéos. 2020
- La langue de Marie Morel. Texte de Isabelle Roussel-Gillet (Amis MM n°9). 2020
- Marie Morel, la peinture libre. Texte d’Anaïs Frantz (Amis MM n°8). 2019
- Brochure n° 12 : Une vie de peintre, un film de Marie Morel, automne 2020
- Brochure n° 11 : Le Mystère de la mort, printemps 2020
- Brochure n° 10 : Le Mystère de la vie, hiver 2020
- Brochure n° 9 : Les peintures érotiques de Marie Morel, automne 2019
- Brochure n° 8 : Les poissons philosophes, printemps 2019
- Catalogue de l’exposition Marie Morel, galerie Capazza. 2018
- Brochure n° 7 : Les Fleurs dans les peintures de Marie Morel, automne 2018
- Les Enveloppes de Marie Morel de Rémi Marianowski. Editions J'en suis bleue, 2018
- Qui est Marie Morel ? texte de Pascal Quignard. Brochure n° 6, Les ami(e)s de Marie Morel, 2018
- Résister, peintures de Marie Morel, texte d'Edgar Morin, Brochure n° 5, les ami(e)s de Marie Morel, 2017
- L'Art de Marie Morel de François Solesmes, J'en suis bleue - Les ami(e)s de Marie Morel, 2018
- Marie la Princesse des Oiseaux de Gilbert Lascault, J'en suis bleu(e) - Les ami(e)s de Marie Morel, 2017
- Visages de Marie Morel de Anaïs Frantz, 2017
- Les enveloppes de Marie Morel - texte de Michel Onfray, 2017. Brochure Les ami(e)s de Marie Morel, 2017
- Les Femmes des siècles passés, 2017. Brochure Les ami(e)s de Marie Morel
- Chère peinture de Joël Bastard. Editions J’en suis bleue - Les ami(e)s de Marie Morel, 2016.
- Cent-dix remarques pour les entractes de Marie Morel, de Michel Butor. Editions J’en suis bleue - Les ami(e)s de Marie Morel, 2016.
- La peinture de Marie Morel nous regarde, d'Anaïs Frantz. Editions J’en suis bleue - Les ami(e)s de Marie Morel, 2016.
- Entretiens de Marie Morel avec Christian Lux (deuxième édition complétée)- Editions Regard, J'en suis bleue, 2015.
- Les enveloppes peintes de Marie Morel pour Brigitte Laureau, Peintures de Marie Morel. Éditions J’en suis bleue - Les ami(e)s de Marie Morel, 2015
- MONOGRAPHIE sur Marie Morel : une vie de peintre, textes de Pascal Quignard Peintures et dessins de Marie Morel. Éditions Galerie B.Pont-Aven et Les amis de Marie Morel, 2014
- Portraits de Marie Morel. Photos Olivier Degen, texte Pascal Quignard, 2011.
- Marie Morel ne fait pas d'art brut, Editions Chalut-Mots, 2011.
- Animamours, texte de Pierre Bourgeade et dessins de Marie Morel. Éditions HumuS, 2009  (ISBN 2-940 127-43-3)
- La Sexualité des vieilles dames, Éditions avec un C comme Chaluts-Mots, 2009  (ISBN 978-2-95 321-316-4)
- La Liberté des femmes, Préface de Michel Onfray. Éditions avec un C comme Chaluts-Mots, 2009  (ISBN 978-2-95 321-315-7)
- Histoire d’une petite revue d’art REGARD, de Marie Morel. Éditions Regard Chalut-Mots, 2008
- Une architecture avec Marie Morel par Bernard Brot. J'en suis bleue, 2009.
- Entretiens de Marie Morel avec Christian Lux. J'en suis bleue, 2009.
- Un amas de tourterelles d'argent, texte de Gilbert Lascault, peinture originale de Marie Morel, Éditions Fata Morgana, 2008
- Portfolio no 3, Charles Juliet et Marie Morel, texte de Charles Juliet, illustré par des peintures originales de Marie Morel, 2008
- Portfolio no 2, Robert Morel et Marie Morel, lettres inédites de Robert Morel, peintures originales de Marie Morel, 2007
- Portfolio no 1, Pierre Bourgeade et Marie Morel, Nouvelles inédites de Pierre Bourgeade, peintures originales de Marie Morel, 2007
- Les Fantasmes secrets de la nuit, Préface de Pascal Quignard. Éditions avec un C comme Chaluts-Mots, 2007  (ISBN 978-2-95 321-312-6)
- Ouverture, de Claude Louis-Combet, illustrations de Marie Morel, Éditions Fata Morgana, 2005
- Les Rougets, d'André Pierre de Mandiargues, illustrations de Marie Morel, Éditions Fata Morgana, 2003
- Les Petites Valises, texte Jo Witek, illustrations de Marie Morel, Éditions Emma Floré, 2002
- Robert Morel par Marie Morel, Éditions CLC Clergeaud, 2000  (ISBN 2-84659-000-1)
- Lettres à Thomas, textes, dessins et peintures de Marie Morel, L'Œuf sauvage éditions Pleine Marge, 1999
- Dessins pour Thomas, L'Œuf sauvage éditions Pleine Marge, 1999
- Adan et Eve, Robert Morel éditeur, 1971.
- La varicelle et les Oreillons, Robert Morel éditeur, 1969

### Catalogues
- Marie Morel, peintures. Catalogue de l'exposition Galerie Capazza, 2018
- Résister, catalogue de l’exposition de Marie Morel à Gaillard, (Haute Savoie), 2015
- Marie Morel Peintures, catalogue de l’exposition de Marie Morel au Château de Vogüé. Éditions Association Vivante Ardèche, 2014
- Les Histoires Peintes de Marie Morel, catalogue de l’exposition personnelle de Marie Morel, dans l’église Saint-Pancrace de Bans, à Givors. Éditions Les amis des Arts de Givors, Regard, 2013
- Argent, trésors et coffres-forts..., catalogue de l’exposition de Marie Morel et Carine Lorenzoni au château du Tremblay, à Fontenoy-en-Puisaye. Éditions Le Tremblay, J’en suis bleue, 2013
- Le Chant de la vie, catalogue de l’exposition personnelle de Marie Morel à La Chapelle des Ursulines[4], à Quimperlé. Texte de Odette Ducarre. Éditions La Chapelle des Ursulines, 2012
- Marie Morel, questions sur le monde, catalogue de l’exposition de Marie Morel à l’Orangerie des musées de Sens. Textes de Maurice Simon, Yves Burrus et Bernard Pernuit. Éditions Musées de Sens, 2011
- Marie Morel, exposition au château des Allymes, catalogue de l’exposition. Textes de Gaëlle Arpin-Gonnet, Paul Greffet, Charles Juliet, Jean-François Dupont, Michel Vannet, Christian Lux et Martin Laquet. Éditions du château des Allymes, 2011
- Visions contemporaines de Marguerite d’Autriche, catalogue de l’exposition sur Marguerite d’Autriche au monastère royal de Brou à Bourg-en-Bresse, avec l’approche intime des tableaux de Marie Morel. Édition du musée de Bourg-en-Bresse, 2010
- Marie Morel : peintures, catalogue de l'exposition de la Halle Saint-Pierre, Paris. Textes de Pascal Quignard, Daniel Marchesseau et Pierre Bourgeade. Éditions Chalut-Mots, 2009
- Marie Morel, peintures , catalogue de l'exposition au musée Faure. Textes de Michel Butor. Éditions Arts et Mémoires, 2008
- Catalogue de l’exposition Marie Morel à la galerie Espace-expo de Betton, texte de Thierry Prévot. Éditions galerie Espace-expo de Betton, 2007
- Catalogue de l’exposition Marie Morel à La Maroquinerie de Nantua, texte de Jean-Claude Blanc, 2006
- Catalogue de l’exposition Marie Morel à l’artothèque Antonin-Artaud de Marseille, préface de Charles Juliet et entretien entre Marie et l’équipe de l’artothèque Antonin-Artaud. Éditions AAA, 2005
- Catalogue de l’exposition de Marie Morel à l’IUFM de Bourg-en-Bresse, textes de Pierre Bourgeade, Paul Greffet et Jean-Loup Cléaud, 2005
- L'art de Marie Morel, catalogue de l’exposition Marie Morel à La Galerie Singulière, texte de François Solesmes, éditions de l’Envol, 2001 Paris
- Femmes, catalogue de l’exposition Marie Morel à la Galerie B de Pont-Aven. Éditions Galerie B, 1998
- Marie Morel, avec cent dix remarques de Michel Butor, catalogue de l'exposition Marie Morel au Centre d’art contemporain de Forcalquier, 1994

### Dossier pédagogique
- Les Peintures de Marie Morel, dossier à l'intention des enseignants de maternelles, primaires, secondaires et des classes dans les écoles d'art, 2014

### Revue
- Regard, une petite revue d'art, éditée par Marie Morel et dans laquelle elle fait découvrir les artistes qui jalonnent son chemin.

## Sources

### Livres sur Marie Morel
- La peinture de Marie Morel nous regarde, d'Anaïs Frantz. Editions J’en suis bleue - Les ami(e)s de Marie Morel, 2016
- Entretiens de Marie Morel avec Christian Lux, textes de Christian Lux, peintures et dessins de Marie Morel. Editions J’en suis bleue - Les ami(e)s de Marie Morel, 2015
- Monographie sur Marie Morel : une vie de peintre, textes de Pascal Quignard, peintures et dessins de Marie Morel. Éditions Galerie B, 2014
- Marie Morel dans son atelier, photos d’Olivier Degen, préface de Pascal Quignard. Éditions Regards, J’en suis bleue, 2011
- Marie Morel ne fait pas d’art brut, texte de Carine Lorenzoni. Éditions C comme Chalut-mots, 2011
- Une architecture avec Marie Morel, texte de Bernard Brot, Éditions Regards, J’en suis bleue, 2010
- Entretien de Marie Morel, avec Christian Lux. Éditions Regards, J’en suis bleue, 2009
- Marie Morel, écrire une lettre, texte de Thierry Prevot. Éditions Galerie B, Pont-Aven, 2006
- Marie Morel, peintre, entretien avec Charles Juliet, 2004
- Marie Morel, Lisières no 11 revue interdisciplinaire de Laurent Brunet, 2000

### Émissions de radio
- Regard, un œil grand ouvert sur un art singulier, chronique "les Émois" sur la revue d’art Regard de Marie Morel, par Céline du Chéné , France culture, 2016
- Les femmes des siècles passés, intervention dans la chronique "l'Encyclopédie pratique des mauvais genres" de Céline du Chéné, France Culture, 2016
- Regard, entretien au sujet de la revue d’art et de poésie Regard, Kriss – Crumble sur France Inter, 2009
- Marie Morel, la rencontre, entretien avec Olivier Germain-Thomas, For intérieur, France Culture, 2002
- Le Jardin Secret, entretien avec Elsa Quinette, France Culture, 2000
- Marie Morel, la rencontre, « La vie comme elle va », entretien avec Monica Fantini, France Culture, 2000
- Marie Morel, « Des gens singuliers », entretien avec Francesca Piolot, France Culture, 1997

### Films
- Marie Morel, d'art et d'écrit. Réalisateur Jean-Louis Gonterre, 2018
- regard, une petite revue d'art. Reportage Sylvie Adam, 2017
- La Toile de Marie Morel, d’après une idée de Mylène Besson, Réalisateur Alain Gonay, 2015
- L'Amour, une œuvre de Marie Morel censurée, reportage de B. Tardy et B. Metral, France Régions 3, 17 juin 2014
- Marie Morel peintre, Film de Solenne, 2006
- Le Courrier peint, reportage de Sylvie Adam, France Régions 3, 2003
- Marie Morel, reportage de Sylvie Adam, France Régions 3, 2002
- Marie Peintre, reportage de Christel Chabert, France Régions 3, 2002
- Robert Morel et les jeunes, reportage avec Marie Morel, Contact, janvier 1969

### CD, DVD et CD-ROM
- Marie Morel, une chanson du CD 'Quelques choses à dire' de Cecilem. Label : Argil Music, 2016
- La toile de Marie, un film d'Alain Gonay en collaboration avec Mylène Besson. Éd.les films du hasard, 2015
- L'Insoutenable Légèreté des lettres, un CD-ROM d'Eni Looka consacré à l’art postal et comprenant un chapitre sur Marie Morel. Éd. Ymna 1999

### Articles
- Marie Morel, comme le soleil, revue Esprit, par Jacques Goulet, 2016
- Le monde de Marie, dans Libération, le 21 janvier 2010
- La peinture folle mais ordonnée de Marie Morel, dans Le Monde, le 4 février 2010
- Site de Jacques Métille, article consacré à Marie Morel
- Rick Bass, série d'articles consacrés à Marie Morel par Rick Bass et les Nature Writers
- Lisières sur Marie Morel, article sur le numéro de Lisières consacré à Marie Morel